# Semiothisa atrimacularia
Semiothisa atrimacularia là một loài bướm đêm trong họ Geometridae.